# Ivan Patzaichin
Ivan Patzaichin (Mila 23, 26 de noviembre de 1949-Bucarest, 5 de septiembre de 2021) fue un deportista rumano que compitió en piragüismo en la modalidad de aguas tranquilas.
Participó en cinco Juegos Olímpicos de Verano entre los años 1968 y 1984, obteniendo un total de siete medallas, cuatro de oro y tres de plata. Ganó veintidós medallas en el Campeonato Mundial de Piragüismo entre los años 1970 y 1983, y una medalla en el Campeonato Europeo de Piragüismo de 1969.

## Palmarés internacional
| Juegos Olímpicos   | Juegos Olímpicos             | Juegos Olímpicos  | Juegos Olímpicos |
| Año                | Lugar                        | Medalla           | Competición      |
| ------------------ | ---------------------------- | ----------------- | ---------------- |
| 1968               | Ciudad de México (México)    | Medalla de oro    | C2 1000 m        |
| 1972               | Múnich (RFA)                 | Medalla de oro    | C1 1000 m        |
| 1972               | Múnich (RFA)                 | Medalla de plata  | C2 1000 m        |
| 1980               | Moscú (URSS)                 | Medalla de plata  | C2 500 m         |
| 1980               | Moscú (URSS)                 | Medalla de oro    | C2 1000 m        |
| 1984               | Los Ángeles (Estados Unidos) | Medalla de plata  | C2 500 m         |
| 1984               | Los Ángeles (Estados Unidos) | Medalla de oro    | C2 1000 m        |
| Campeonato Mundial |                              |                   |                  |
| Año                | Lugar                        | Medalla           | Competición      |
| 1970               | Copenhague (Dinamarca)       | Medalla de oro    | C2 1000 m        |
| 1971               | Belgrado (Yugoslavia)        | Medalla de bronce | C1 500 m         |
| 1971               | Belgrado (Yugoslavia)        | Medalla de plata  | C2 1000 m        |
| 1973               | Tampere (Finlandia)          | Medalla de bronce | C1 500 m         |
| 1973               | Tampere (Finlandia)          | Medalla de oro    | C1 1000 m        |
| 1974               | Ciudad de México (México)    | Medalla de bronce | C1 500 m         |
| 1974               | Ciudad de México (México)    | Medalla de bronce | C1 1000 m        |
| 1974               | Ciudad de México (México)    | Medalla de bronce | C1 10 000 m      |
| 1975               | Belgrado (Yugoslavia)        | Medalla de plata  | C1 1000 m        |
| 1977               | Sofía (Bulgaria)             | Medalla de oro    | C1 1000 m        |
| 1977               | Sofía (Bulgaria)             | Medalla de bronce | C1 10 000 m      |
| 1978               | Belgrado (Yugoslavia)        | Medalla de bronce | C1 1000 m        |
| 1978               | Belgrado (Yugoslavia)        | Medalla de oro    | C1 10 000 m      |
| 1979               | Duisburgo (RFA)              | Medalla de bronce | C1 1000 m        |
| 1979               | Duisburgo (RFA)              | Medalla de bronce | C1 10 000 m      |
| 1979               | Duisburgo (RFA)              | Medalla de oro    | C2 500 m         |
| 1981               | Nottingham (Reino Unido)     | Medalla de oro    | C2 1000 m        |
| 1981               | Nottingham (Reino Unido)     | Medalla de plata  | C2 10 000 m      |
| 1982               | Belgrado (Yugoslavia)        | Medalla de bronce | C2 1000 m        |
| 1982               | Belgrado (Yugoslavia)        | Medalla de oro    | C2 10 000 m      |
| 1983               | Tampere (Finlandia)          | Medalla de oro    | C2 1000 m        |
| 1983               | Tampere (Finlandia)          | Medalla de plata  | C2 10 000 m      |
| Campeonato Europeo |                              |                   |                  |
| Año                | Lugar                        | Medalla           | Competición      |
| 1969               | Moscú (URSS)                 | Medalla de oro    | C2 1000 m        |